# Distagmos ledereri
Distagmos ledereri är en fjärilsart som beskrevs av Herrich-Schäffer 1855. Distagmos ledereri ingår i släktet Distagmos och familjen Plutellidae. Inga underarter finns listade i Catalogue of Life.